# 無線電信

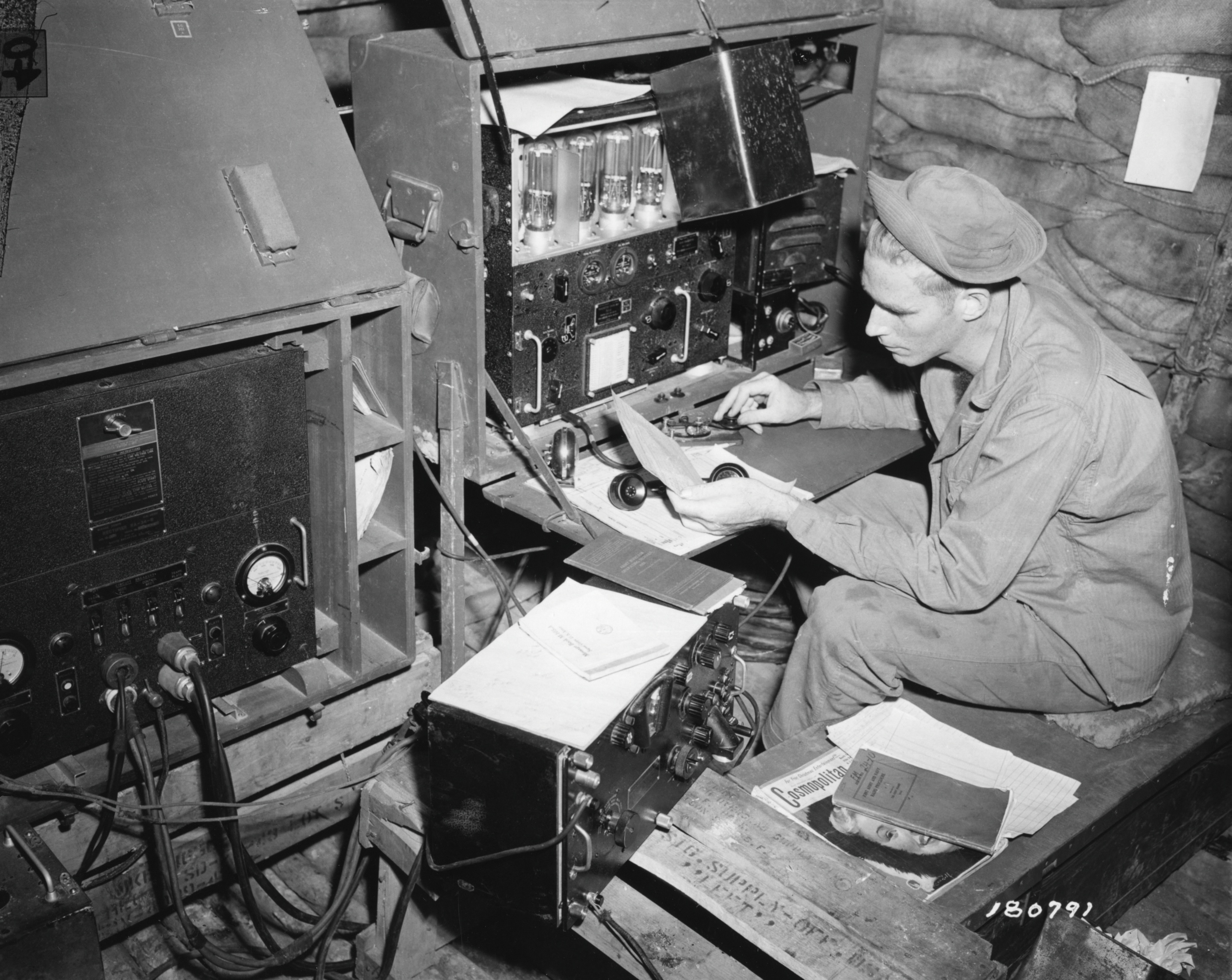
アメリカ陸軍通信部隊の無線通信士（1943年、ニューギニアにて）

無線電信（むせんでんしん、英語: wireless telegraphy, radiotelegraphy）とは、電波により信号が送信される電信である。Wireless telegraphy（無線電信）という用語は、1910年頃以降はもっぱら電波(radio)による電信を指すようになったが、それ以前は、電磁誘導や大地導電など、電線を使わずに電信信号を伝送する様々な実験技術を指す言葉としても使用されていた。無電（むでん）と略されることがある。
無線電信は無線通信の最初の手段だった。グリエルモ・マルコーニが1894 - 95年に発明した初の実用的な無線送信機と受信機は、無線電信を使用した。振幅変調(AM)による無線電話の開発によって電波で音声を伝送することが可能になった第一次世界大戦期までの約30年間は、無線で伝送できるのは電信のみであり、この期間は"wireless telegraphy era"（無線電信の時代）と呼ばれる。無線電信では、情報は短点（トン）と長点（ツー）の2つの異なる長さの電波のパルスによって送信され、通常はモールス符号を使用して文字によるメッセージを綴る。手動による電信では、送信側のオペレータは、電鍵（キー）と呼ばれるスイッチを操作して送信機のオンとオフを切り替え、電波のパルスを生成する。受信機では、パルスを受信機のスピーカから聞こえる可聴音に変換し、モールス信号を知っているオペレータによって元のメッセージに変換される。
20世紀前半にかけて、無線電信は長距離の商用、外交用、軍用の文字通信に使用された。これは、2つの世界大戦の間に、戦略的に重要な能力となった。なぜなら、長距離の無線電信局がない国は、敵により海底電信ケーブルが切断されると、世界の他の地域から隔離されてしまうからである。1908年頃から、高出力の大洋横断無線電信局が1分あたり最大200ワードの速度で国際商用電報を送信した。無線電信はその歴史の間にいくつかの異なる変調方式によって送信された。1920年まで使用されていた原始的な火花送信機は、非常に広い帯域幅を持ち混信を起こしやすい傾向がある減衰波を送信した。減衰波を出す送信機は1930年までに使用が禁止された。1920年以降に使用されるようになった真空管送信機は、今日でも使用されている連続波(CW: continuous wave)と呼ばれる無変調の正弦波の搬送波のパルスを出すことができた。受信機でCW送信を聞こえるようにするためには、BFO（うなり周波数発振器）と呼ばれる回路を必要とする。第3の変調方式である周波数シフトキーイング(FSK)は、主にラジオテレタイプ(RTTY)によって使用された。第二次世界大戦期には、モールス符号による無線電信はほとんどの分野でラジオテレタイプに置き換えられた。今日では、モールス信号による無線電信は時代遅れのものとみなされており、今なお使用しているのはアマチュア無線のほか、軍隊による非常通信のための訓練くらいである。

## 概要

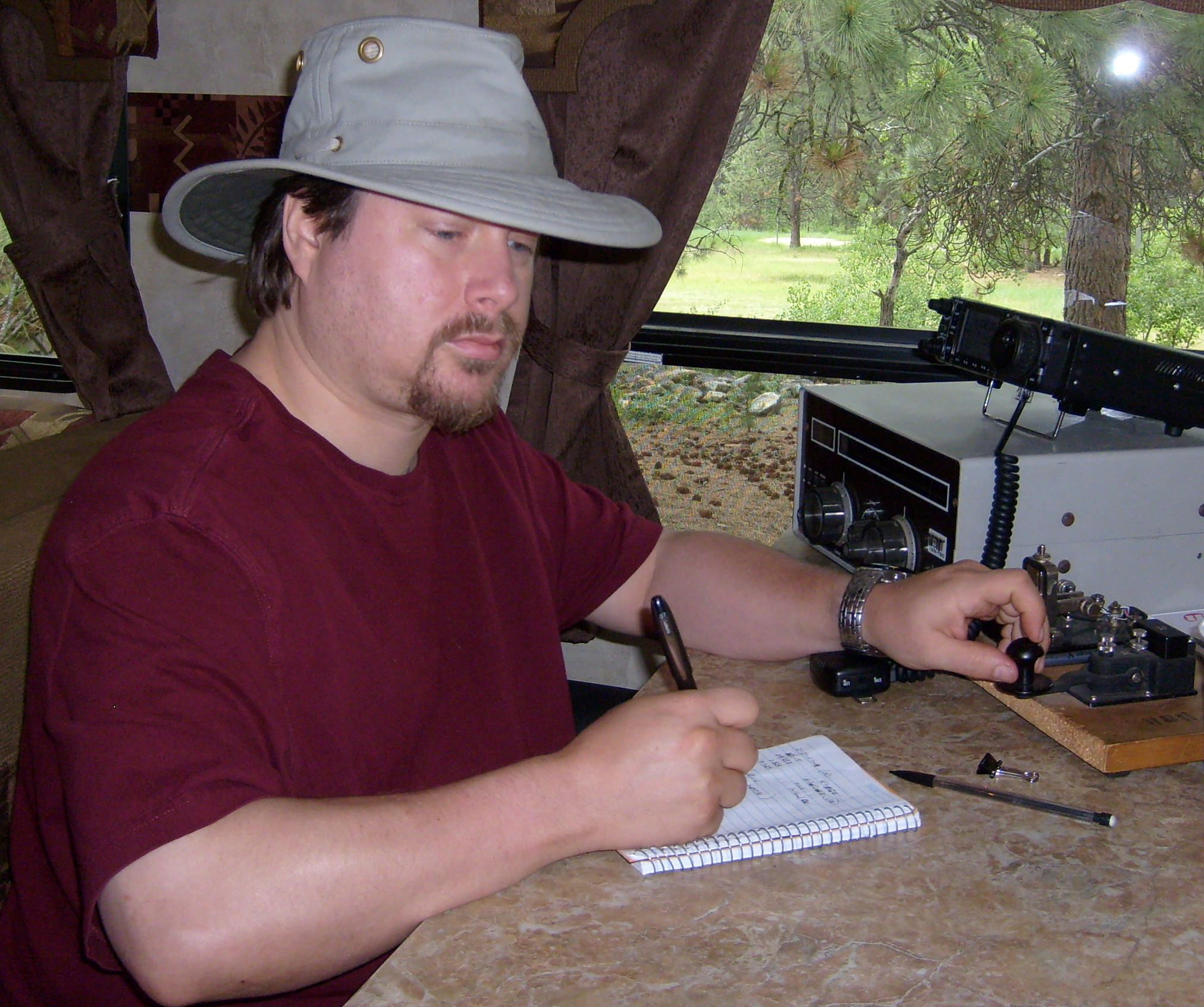
モールス符号を送信するアマチュア無線家

無線電信は、一般にCW（連続波）送信、ICW（断続連続波）送信、またはオンオフ変調と呼ばれ、国際電気通信連合(ITU)によって電波型式が"A1A"と指定されている。無線電信は、送信側オペレータが電鍵と呼ばれるスイッチを操作することで電波の送信をオン・オフし、短点（トン）と長点（ツー）の2つの異なる長さの無変調の搬送波のパルスを生成し、モールス符号などによって文章の文字を符号化して送信する無線通信方式である。受信側では、パルスは受信機によってスピーカから聞こえる可聴音に変換され、モールス信号を知っているオペレータによって元のメッセージに変換される。
このタイプの通信は、100年以上前の導入以来、他の通信手段に置き換えられてきたが、現在でもアマチュア無線や一部の軍事通信で使用されている。カリフォルニア州にはCW沿岸局KSMが現在も存在し、主にボランティアによって博物館として運営されており、時々船との通信が行われる。ビーコン（無線標識局）は航空業務や船舶の無線測位のために使用され、非常に遅い速度でモールス信号を送信している。
アメリカ合衆国連邦通信委員会(FCC)は、終身の商用無線電信従事者免許を発行している。これには、無線の規則に関する簡単な筆記試験、技術に関するより複雑な筆記試験、および毎分20語の平易な言語および毎分16語のコードグループでのモールス符号の聴き取り試験が課される。無線電信は、アマチュア無線家によって今日でも広く使用されており、一般に無線電信、またはCWと呼ばれている。しかし、アマチュア無線従事者のクラスによっては、モールス符号の知識を必要としないものもある。

## 電波以外の方法
史上初の瞬時に遠隔に情報を伝えられるシステムである有線電信ネットワークが誕生すると、今度は電線なしで電信信号を送信する方法が模索された。1830年代初頭に開発された電信線は、電信柱で支えられた電線で複数の電信局をつなぎ、テキストメッセージを1対1で送るシステムだった。メッセージを送信するには、ある電信局のオペレータが電鍵と呼ばれるスイッチを操作して、モールス符号でメッセージの綴りを示すパルス状の電流を発生させる。電鍵が押されると、電信線の回路が繋がり、電信線に接続された電池により電流が流れる。受信局では、電流のパルスが音響器に流れ、クリック音が発生する。モールス符号を知っている受信局のオペレータは、クリック音をテキストに変換し、メッセージを書き留める。電線を2本使用しなくても良いように、電信回路内の電流の戻り経路として接地（アース）を使用した。
1860年代までには、電信が商業・外交・軍事の至急のメッセージを送るための標準的な方法となり、工業国は海底電信ケーブルで海を超えて電信を送ることを可能にした。しかし、遠隔地の電信局を結ぶ電信線の敷設と維持には非常に費用がかかり、また、海上の船などには電線が届かなかった。電線を使用せずにモールス符号の電気信号を別の場所に送信する方法を発見できれば、通信に革命をもたらすことになると、発明家たちは認識していた。
1887年に電波が発見され、1899年頃までに実用的な無線電信の送信機・受信機が開発されることで、この問題は解決することになる。しかし、それに先行する50年間、他の手段によって無線電信を達成するための、独創的だが最終的には失敗した実験が数多く行われた。

### 地面・水・空気による伝導
実用的な電波によるシステムが利用可能になる以前、水・地面・空気を介して電流を長距離伝送することができるという（一部は誤った）考えに基づく多くの無線電気信号方式が調査された。
当初の電信線は、2つの電信局の間に2本の電線を使用して完全な電気回路を形成していた。しかし、1837年、ドイツ・ミュンヘンのカール・アウグスト・フォン・シュタインハイルは、各電信局の装置の脚の1本を地面に埋められた金属板（アース）に接続することによって、片方の電信線を取り除いて、1本の電信線だけで電信通信が行えることを発見した。これは、両方の電信線を取り除いて、すなわち、電信局に電線を接続することなく、地面を介して電信信号を送信することが可能でないかという推測をもたらした。別の試みとして、例えば、川を渡る通信を行うのに、川の水を通して電流を送る実験も行われた。このような考えに基づいて実験を行った者の中には、アメリカ合衆国のサミュエル・モールスやイギリスのジェイムズ・ボウマン・リンジーがいる。リンジーは1854年8月に、500ヤード (457メートル)の距離で水車堰を越えて信号を伝えられることを示した。

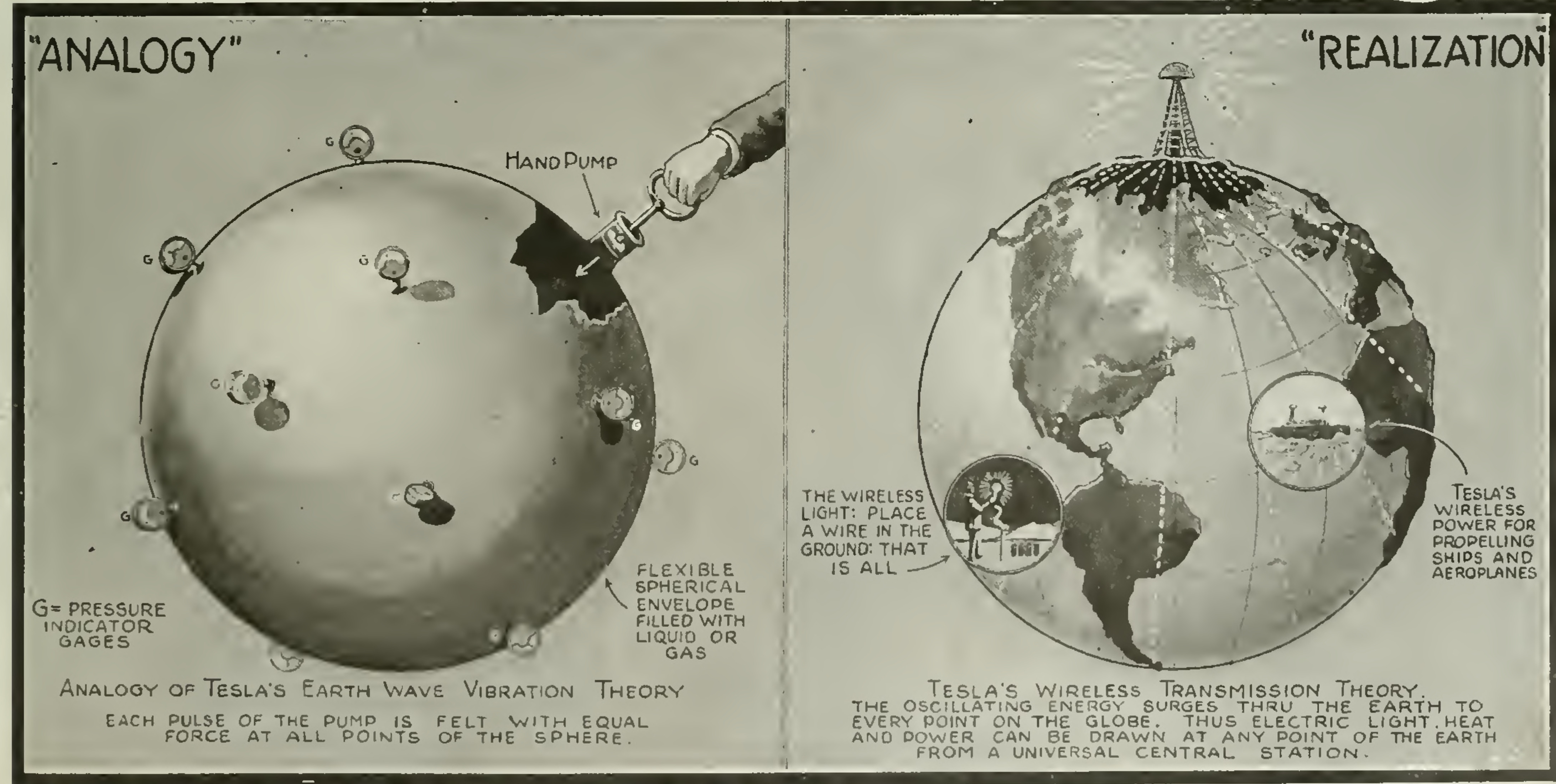
1919年の"Electrical Experimenter"に掲載された、テスラによる自身の無線システムの説明。

アメリカ合衆国の発明家ウィリアム・ヘンリー・ワード（1871年）とマロン・ルーミス（1872）は、低い高度に帯電した大気層があるという誤った考えに基づいた伝導システムを開発した。彼らは、往路は大気の電流を使い、さらに復路は"Earth currents"（地球電流）を使うことで、無線電信を可能にすると同時に電信のための電力を供給し、電源の用意が不要になると考えた。1879年、エイモス・ドルビアーは磁気電気電話で、より実用的な伝導による無線伝送のデモンストレーションを行った。これは、接地伝導を使用し、4分の1マイルの距離を伝送した。
1890年代の発明家ニコラ・テスラは、ルーミスと同様の空気と地面で伝導する無線電力伝送システムに取り組み、これを電信にも応用することを計画していた。テスラはこの実験から、地球全体に電気エネルギーを伝導することができると誤って結論付け、1901年には、現在ウォーデンクリフ・タワーと呼ばれている高電圧の無線電力送信所を建造したが、資金援助を打ち切られたため運用されなくなり、数年後に放棄された。
最終的に、大地の伝導性を使用した電信通信は、短い距離に限定される非実用的なものであることがわかった。第一次世界大戦中に行われた、水を介した通信や塹壕間の通信も同様であった。

### 静電誘導と電磁誘導

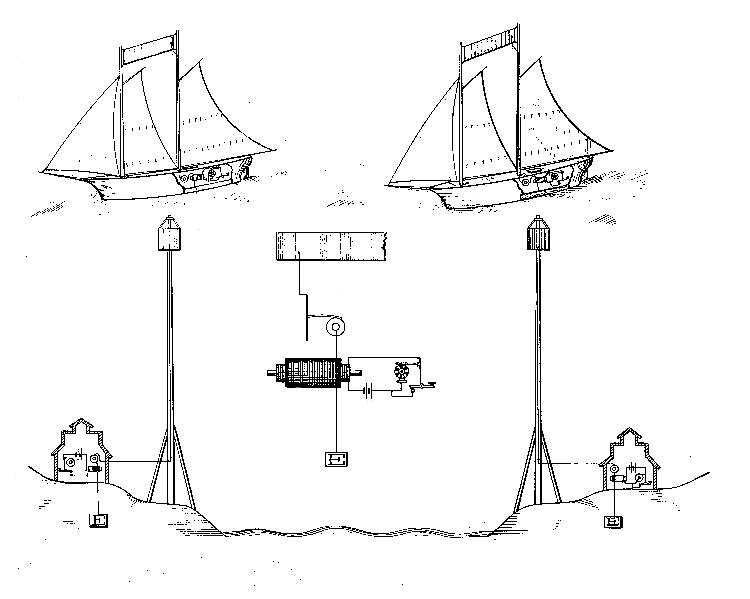
静電誘導を使用した船舶から陸上への無線電信に関するトーマス・エジソンの1891年の特許。

限定された商業的用途のための無線電信システムの開発に静電誘導と電磁誘導の両方が使用された。アメリカでは、1880年代半ばにトーマス・エジソンは、彼が「グラスホッパー電信」と呼ぶ電磁誘導システムの特許を取得した。線路に平行に張られている電信線と走行中の列車の間の短い距離で、電磁誘導により信号を伝えるものである。このシステムは、技術的には成功したが、経済的には成功しなかった。なぜならば、列車の旅行者は車内で電信サービスが利用できるということにほとんど関心を寄せていないことが分かったからである。しかし1888年の大ブリザードの時に起きた、列車が雪の吹きだまりに埋もれた事故の際には、列車からメッセージを送信したり、外部からのメッセージを列車側で受信するために、このシステムが使用された。雪に埋もれていても、列車からはエジソンの誘導無線電信システムを介して通信を維持することができた。これが、無線電信による史上初の遭難通信と見られている。エジソンはまた、静電誘導による船から陸上への通信システムの特許も取得した。現代でも地下鉄などで誘導無線として使われている。

電磁誘導式電信システムの開発で最も成功したのは、イギリスのロンドン郵便本局(GPO)の郵便電信の主任技術者のウィリアム・ヘンリー・プリースだった。プリースは、1884年、道路の上に張られている電信線が地中に埋められた電信線の信号を伝送していることに気付き、その効果を発見した。ニューキャッスルでの実験では、四角形の電線を平行に置いて、4分の1マイルを送信することに成功した:243。1892年には、ブリストル海峡を横断する約5キロメートル (3.1マイル)の間隔を置いて電信することができた。しかし、プリースの電磁誘導システムでは、送信側と受信側の両方に、数キロメートルもの長いアンテナ線が必要だった。この送受信用の電線の長さは、間を空けて伝送する距離とほぼ同じ長さが必要だった。例えば、イギリスのドーバーから対岸のフランスまで、イギリス海峡を横断して伝送するためには、それぞれの海岸に沿って約30マイル (48キロメートル)の電線を張る必要がある。これでは、小さな船や普通の大きさの島ではこのシステムを使用することはできず、非実用的であった。アンテナを実用的な長さにした場合には、非常に短い距離しか伝送できず、海底電信ケーブルを超える利点は持っていなかった。

## 電波による電信

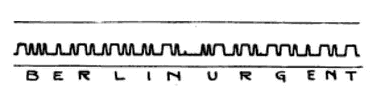
サイフォンレコーダーによって紙テープに記録された電信メッセージの例。1920年にニューヨークのRCA受信センターで受信した大西洋横断通信のもの。

1887年にハインリヒ・ヘルツにより電波の存在が証明された。1894年から数年にわたり、イタリアの発明家グリエルモ・マルコーニは、新しく発見された電波を通信に応用することに取り組み、単なる基礎的な物理現象を有用な通信システムに変え、それを使った初の無線電信システムを構築した。イギリスのプリースとGPOは当初、1896年からソールズベリー平原で行われたマルコーニの実験を支持し、資金援助を行った。プリースは自身の無線誘導の実験を通して、マルコーニのアイデアに納得した。しかし、マルコーニが無線電信信号会社（Wireless Telegraph & Signal Company、後のマルコーニ社）を設立した時に、支援は取り下げられた。GPOの弁護士は、このシステムは電信法で規定する電信であり、従ってGPOの独占権に該当すると判断した。しかし、マルコーニに対して差し止め等の措置は取られていない:243–244。1901年にマルコーニが大西洋を横断する無線電信の通信に成功した後、このシステムは船から陸上への通信、船から船への通信などの通常の通信に使用され始めた。
このシステムの開発により、「無線電信」(wireless telegraphy)は電波を使用した電信(radiotelegraphy)のことを意味するようになり、モールス符号は電波によって送信されるものとなった。最初の無線送信機である原始的な火花送信機は、第一次世界大戦まで使われていたが、音声を送信することはできなかった。オペレータは、電鍵を操作して送信機の電源をオン・オフし、短点（トン）と長点（ツー）の電波のパルスによってモールス符号を送り、文章を伝達していた。受信側では、信号は可聴音に変換され、オペレータはコードを文章に変換する。当初は「ヘルツ波」(Hertzian waves)と呼ばれていたものは1910年までに「電波」(radio)と呼ばれるようになった。

### 連続波(CW)
1920年まで使用されていた火花送信機は、減衰波と呼ばれる変調方式で送信された。電鍵が押されている間、送信機は、通常50から数千ヘルツの周波数で繰り返される一連の電波の一時的なパルスを生成する。受信機では、これは楽音、ヤスリをかけるような音もしくはブンブン唸る音として聞こえた。そのため、モールス符号の短点と長点はビープ音のように聞こえた。減衰波は広い周波数帯域を持っており、無線信号は単一の周波数ではなく広範囲の周波数にまたがっていた。そのため、隣接する周波数の他の送信機の送信を妨害した。
1905年以降、連続波という新しい変調方式を使用する無線電信送信機が発明された。電鍵が押されている間、送信機は一定振幅の連続正弦波を生成した。電波のエネルギーは単一の周波数に集中しているため、特定の周波数でより強力に送信することができ、隣接する周波数の送信にほとんど干渉しない。初の連続波を生成する送信機は、1903年にデンマークのエンジニアヴォルデマール・ポールセンが発明したアークコンバータ（ポールセン・アーク送信機）、およびレジナルド・フェッセンデンとアーンスト・アレキサンダーソンが1906-1912年に発明したアレクサンダーソン・オルタネータである。これらは、高出力の無線電信所の火花送信機をゆっくりと置き換えていった。
しかし、減衰波用の受信機では連続波を受信することはできない。連続波は変調されていない搬送波なので、そのまま減衰波用の受信機に通しても音は出なかった。連続波を受信するには、モールス符号の搬送波パルスを受信機で聞こえるようにするための何らかの方法が必要だった。
この問題は1901年にレジナルド・フェッセンデンによって解決された。彼が発明したヘテロダイン受信機では、受信機の検波器（水晶または真空管）で、BFO（うなり発振器）と呼ばれる発振回路によって生成された一定の正弦波と混合される。発振器の周波数{\displaystyle f_{\text{BFO}}}は、無線送信機の周波数からのオフセット{\displaystyle f_{\text{IN}}}である。検波器では、2つの周波数が減算され、2つの周波数の差にあるうなり周波数（ヘテロダイン） {\displaystyle f_{\text{BEAT}}=|f_{\text{IN}}-f_{\text{BFO}}|} が生成される。BFO周波数が送信局の周波数と充分に近い場合、うなり周波数は可聴周波数範囲内となり、受信機でオペレータが聞くことができる。信号の短点と長点においては音が鳴るが、それらの間には搬送波がないため音が鳴らない。
当初は、BFOはあまり使われなかった。1913年にエドウィン・アームストロングが発明した、初の実用的な電子発振器である真空管フィードバック発振器により、BFOは無線電信受信機において標準的なものとなった。
受信周波数を変更するたびに、BFO周波数も合わせて変更する必要があった。1930年代以降のスーパーヘテロダイン受信機では、BFO信号はスーパーヘテロダイン検波器によって生成された中間周波数(IF)と混合されるため、BFO周波数を変更する必要がなくなった。
第一次世界大戦後はパワー管の価格が下がって容易に使えるようになり、連続波真空管送信機は、他の方式の送信機を置き換えていった。1920年代には連続波が無線電信の標準的な方法となり、減衰波火花送信機は1930年までに禁止された。以降、今日でも連続波が使用され続けている。

### 無線電信産業

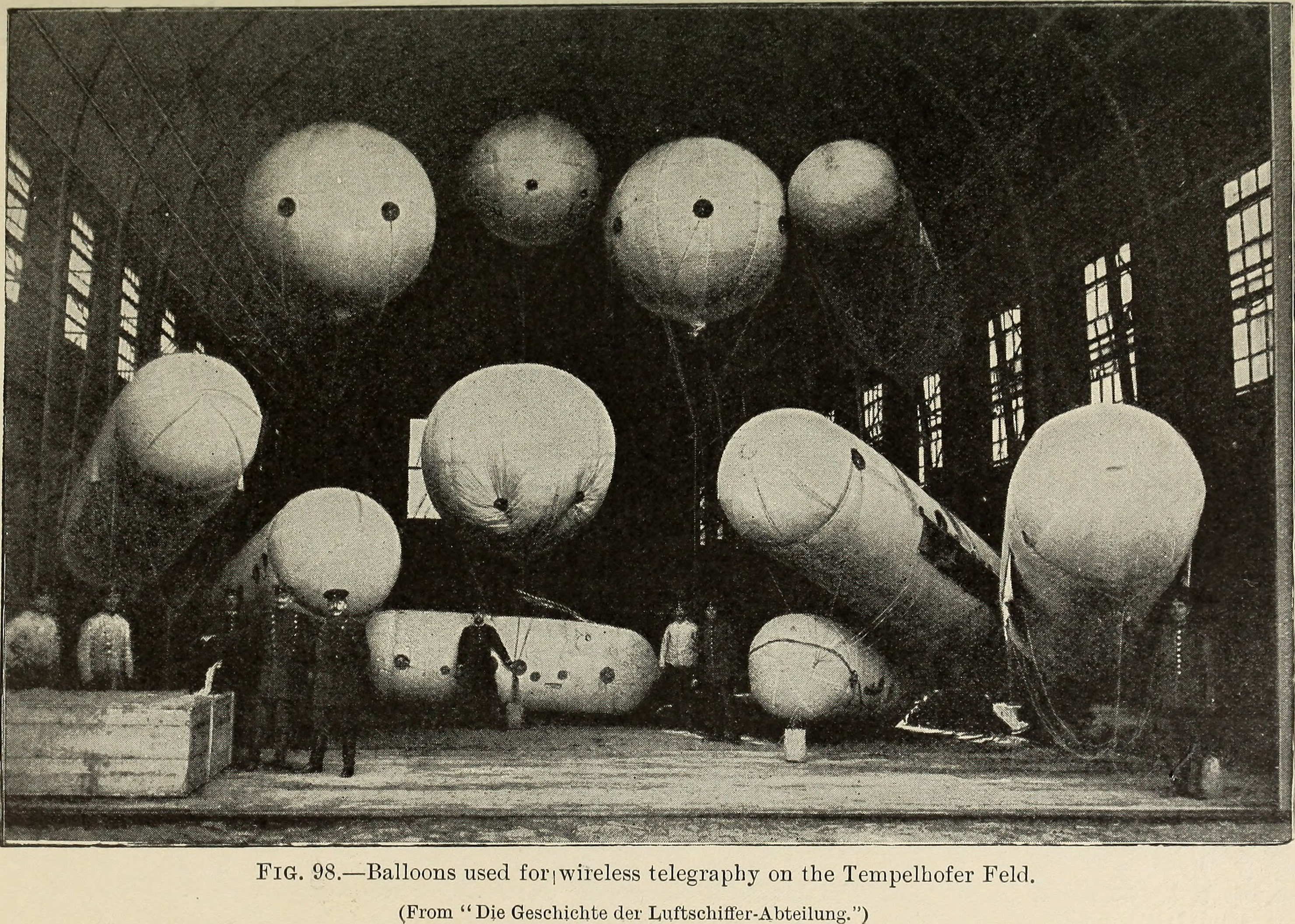
第一次世界大戦では、風船が軍用無線電波局用のワイヤーアンテナを上げるための簡単な方法として使用された。（ドイツ・テンペルホーファー・フェルト、1908年）

国際無線電信連合は1906年の最初の国際無線電信会議で非公式に設立され、1932年に国際電気通信連合(ITU)に統合された。アメリカ合衆国が第一次世界大戦に参戦した時に、私設無線電信局は禁止され、この分野での先駆者の研究は終わった。1920年代までには、商業用・政府用の無線電信局の世界規模のネットワークと、商用と乗客のための船舶による無線電信が広く使用されるようになった。1920年代までに、多くの用途で無線電信に変わって無線電話が使われるようになり、ラジオ放送が可能となった。無線電信は、電報や外交通信など、対人間の商用、政府、軍事通信に使用され続け、ラジオテレタイプネットワークに進化した。無線電信の究極の実装は、1930年代に開発された無線信号を使用したテレックスであり、長年にわたり、多くの遠い国々の間で唯一信頼できる通信形式であった。最先端の標準であるCCITT R.44は 、短波伝送によるメッセージのルーティングと符号化の両方を自動化した。
今日では、文字の伝送にはより現代的なシステムが使われるようになったため、商業的使用におけるモールス信号無線電信は時代遅れとなった。船では、コンピュータと衛星をリンクしたGMDSSシステムがモールス符号に取って代わった。

### 電波型式
電波形式としての「電信（無線電信）」の種類は国際電気通信連合（ITU）及びそれに基づく電波法施行令で規定されている。
電波型式は主搬送波の変調方式を表すアルファベット、主搬送波を変調する信号の性質を表す数字、伝送情報を表すアルファベットの3字からなり、電信を用いる場合三字目が「A」または「B」となる。
具体的には、次のような電波型式が考えられる。
- A1A : 電波（CW）を断続し、モールス符号を送信する通信。通常、占有周波数帯域幅が500Hz程度と非常に狭いためSN比が高く、僅かでも電波の存在が確認できれば通信可能であることから遠距離無線通信や月面反射通信でも利用される
- A2A、F2A : 可聴トーン信号を使用してモールス符号を送信する通信。
- F1B、A2B、F2B : テレタイプ端末やコンピュータを用いた機械電信（印刷電信）。

### 無線電信の現在
モールス符号を用いた通信は、現在では全無線局共通非常呼出（4630 kHz）、衛星非常用位置指示無線標識、アマチュア無線、標準電波（日本を除く）、電波伝搬試験用、潮流情報、新聞事業用無線、防災行政用無線、船舶無線、漁業無線、ラジオブイ、気象放送、気象庁気象用短波帯固定回線、海上無線標識局、航空無線標識局、無指向性無線標識施設、コンパスロケータ、ILS、海上保安庁、警察庁警察用短波帯固定回線、国際刑事警察機構、自衛隊、アメリカ海軍、アメリカ沿岸警備隊などで使用されるだけとなった。
また、2003年の世界無線通信会議では、アマチュア無線技士のモールス通信能力を非義務化したため、資格審査の際に電信の送受信実技試験を廃止する動きが各国で出ている。

## 感度

### アンテナの感度
アンテナの性能（利得）を指して言うことがあるが、正しい言い方ではない。

### 受信機の感度
外来ノイズレベルの十分に低い環境では、感度が良いほど弱い電波が受信可能である。標準信号発生器を使って測定する。
無線システムに必要とされる受信信号の品質を確保するための最小入力信号として定義され、具体的にはSINAD、BER等の品質評価指標と入力信号強度の対として測定される。
- ナローFM受信機
  - SINAD (SIgnal to Noise And Distortion) 感度
  - 雑音抑圧感度
  - スケルチ感度
- デジタル受信機
  - BER（ビットエラーレート）
  - FER（フレームエラーレート）
  - PER（パケットエラーレート）

### 無線交信時の慣例的表現
無線交信の開始時、相手局に受信状態を大雑把に報告する際に使われる。
- 感度良好です。
- 感明ともに良好です。（感度・明瞭度ともに良好です、の略）